# Daryl Selby
Pour les articles homonymes, voir Selby.
Daryl Selby, né le 3 novembre 1982 à Harlow, est un joueur professionnel de squash représentant l'Angleterre. Il atteint en avril 2010 la neuvième place mondiale sur le circuit international, son meilleur classement. Il est champion du monde par équipes en 2013.
Sa sœur Lauren Selby est également joueuse de squash professionnelle.

## Biographie
Il commence le squash à l'âge de quatre ans incité par son père qui fera de même avec sa sœur Lauren et son frère Eliott.
Pendant toute son adolescence, il joue également au football mais il obtient rapidement des résultats en juniors. Ensuite, il poursuit des études pendant trois ans à l’université avant que les exemples de James Willstrop, Peter Barker, Borja Golán et Grégory Gaultier ne l'incitent à tenter sa chance.
Lors de la saison 2009-2010, il fait une progression spectaculaire au classement passant de la 33e place à la 9e place et intégrant le top 10. Il fait sa dernière apparition, âgé de 39 ans, dans un tournoi majeur lors du Canary Wharf Squash Classic 2021.
Il se retire du circuit professionnel en août 2022.

## Palmarès

### Titres
- QSF No.1 2018
- Open de Macao : 2016
- Grasshopper Cup : 2012
- Calgary Winter Club Rocky Mountain Open 2010
- Open des Pays-Bas : 2009
- Championnats britanniques : 2011[7]
- Championnats du monde par équipes : 2013
- Championnats d'Europe par équipes : 9 titres (2009-2014, 2016, 2019)

### Finales
- Grasshopper Cup : 2013
- Bluenose Classic : 3 finales (2010, 2012, 2013)
- Championnats britanniques : 2 finales (2015, 2019)
- Championnats du monde par équipes : 2 finales (2017, 2019)
- Championnats d'Europe par équipes : 2 finales (2017, 2018)